# Odón II de Borgoña
Odón II de Borgoña (¿?, 1118 - ¿?, 27 de septiembre de 1162), noble francés y duque de Borgoña de 1143 a 1162. Era hijo de Hugo II el Pacífico, y de Matilde de Turenne.
En su juventud combatió a los moros en Portugal. Al advenimiento de Luis VII el Joven (1137), rechazó prestarle homenaje como vasallo, sin embargo una orden papal hecha por Adriano IV lo obligó al hecho. Por un castigo fue penado por la iglesia y para ratificar su falta hizo peregrinaje a Tierra Santa. Murió en el curso del viaje.
En 1145 casó con María de Blois, hija de Teobaldo IV, conde de Blois y de Champagne, y de Matilde de Carintia. De esta unión nacieron:
- Alicia (1146 - 1192), casada en 1164 con Arcemboldo VII de Borbón († 1169);
- Hugo (1148 - 1192), duque de Borgoña con el nombre de Hugo III;
- Matilde (¿? - 1202), casada con el conde Roberto IV de Auvernia.